# Nuno Pereira
Nuno Manuel Silva Pereira (Funchal, 27 de Novembro de 2000) é um atleta português, natural da Região Autónoma da Madeira. Actualmente representa o Sporting Clube de Portugal.
A 20 de Julho de 2019, sagrou-se campeão da Europa de 1500 metros nos Campeonatos Europeus de Sub-20 de atletismo, que se realizam em Boras, na Suécia,  com um tempo de 3.55,85 minutos. Esta foi a segunda medalha conquistada por Portugal num Campeonato da Europa de Juniores, nos 5.000 metros, por António Leitão.
O atleta treina na Região Autónoma da Madeira, de onde é natural, sob a direcção de Diogo Sousa.